# Jean-Michel Matz
Jean-Michel Matz (Strasbourg, 1963. január 8. – Avrillé, 2020. március 7.) francia történész, az Angers-i Egyetem középkori történelem professzora, vallástörténész.

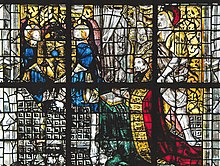
Angers-i székesegyház, az északi kereszthajó Jean Michel püspököt ábrázoló üvegablaka. Fotó: Jean-Michel Matz, 2018.

## Szakmai pályafutás

### Képzés
Jean-Michel Matz 1986-1994 között történeti tanulmányokat folytatott és szerzett tanári végzettséget, 1987-ben pedig történeti földrajzból nyert tanári képesítést. Doktori tanulmányait a középkori történelem tárgykörében André Vauchez vezetése alatt végezte az Université Paris-Nanterre-en, és 1993. december 15-én védte meg (Jean Michel püspök csodái és a szentek kultusza az Angers egyházmegyében (1370 körül ‒ 1560 körül), három kötetben, a 3. kötet tartalmazza Gesta et miracula reverendissimi Johannis Michaelis Andegavorum episcopi kritikai kiadását). Ugyanitt habilitált 2003-ban Véronique de Binasco életrajzának kiadásával: L'hagiographie en traduction, la vie en français de la Bienheureuse  Véronique de Binasco († 1497), t. 1, Introduction historique, t. 2, Édition critique, ainsi qu’un recueil de travaux en deux volumes intitulé Institution ecclésiale, culture et société entre Moyen Âge et première modernité autour du diocèse d’Angers (XIVe – début XVIe siècles).

### Az oktató és a kutató
Doktori értekezésének elkészítése idején óraadó volt az Angers-i Egyetemen, 1994-től docensi, 2004-től egyetemi tanári beosztásban dolgozott. 2008 és 2016 között ő irányította a CERHIO (Centre de Recherches Historiques de l’Ouest, commun aux Universités d’Angers, Le Mans, Lorient et Rennes II) kutatóhálózat angers-i központját, amely ezután átalakult, jelenleg UMR 9016 TEMOS (Temps Mondes, Sociétés) néven működik. 2012-től irányítja a Brepols (Turnhout) kiadó által megjelentetett Fasti Ecclesiae Gallicanae sorozatot is. 2012 és 2017 között ugyanezen Fasti vezető testületének az elnöke, amely a francia egyházmegyék püspökeinek, méltóságviselőinek és kanonokjainak prozopográfiai adattárának összeállításával foglalkozik az 1200 és 1500 közötti időszakra, a mai Franciaország területére vonatkozólag. Az UMR LEM-CERCOR társult tagja 2017-ben és az Európai Vallástudományi Intézet (IESR, EPHE) tagja.

## A kutatás

### Középkori hagiográfia
Jean-Michel Matz pályafutását a késő középkor (13. – 16. század eleje) hagiográfiájának, a szentek kultuszának és a csodák antropológiájának szakembereként kezdte. Számos művet készít a középkor utolsó évszázadainak vallástörténetéről, a püspökök társadalom- és kultúrtörténetéről és a püspöki szentségről (15. század – 16. század eleje) és kanonoki közösségekről. Foglalkozott egyházi intézményekkel, az egyházi gazdálkodással és Tours egyháztartomány püspöki városainak papságával (12. – 16. század eleje), különösen a behatóan püspökökkel, a székeskáptalanok kanonokjaival, a plébániai papsággal és a koldulórendekkel. Különös figyelmet fordított a káptalani könyvtárakra, a kéziratos könyvek és az egyházi könyvtárak történetének tanulmányozására az intézményi- és magánkönyvtárak 11‒16. század közötti időszakból fennmaradt kéziratainak és leltárainak segítségével. Egyetemi képzése okán először az André Vauchez hez közeli kutatói hálózaton belül találta meg a helyét, amelynek segítségével megismerte a hagiográfiai diskurzus antropológiai megközelítését, valamint a koldulórendeknek a késő középkor társadalmaira gyakorolt szervező erejét. Fő szakmai együttműködései Anjou, Provence és Szicília két fejedelmi házának történetéhez és a Fasti Ecclesiae Gallicanae-hez kapcsolódnak.

### A Fasti Ecclesiae Gallicanae
Az Hélène Millet vezetett Fasti Ecclesiae Gallicanae kutatócsoport iránt még doktori értekezésének megvédése (1993) előtt köteleződött el. Vállalta, hogy foglalkozik Angers egyházmegye akkor még csak tervezett kötetével, amely 2003-ban jelent meg. Ő lett Brepols kiadó gondozásában megjelenő sorozat vezetője és az adatbázis felügyelője haláláig.

### Az Anjou kutatások(Études angevines)
Jean-Michel Matz egyúttal a két Anjou uralkodóház által uralt Anjou, Provence és Szicília területét érintő összehasonlító történeti kutatás egyik szakértője. Az 1998. június 3-6-án Angers-ban tartott "A nemesség az Anjou területeken a középkor végén" c. konferencia fontos változást jelentett pályafutása során. Ő volt az egyik kimunkálója, és kezdeményezője az Anjou-tanulmányok nemzetközi szintű megújításának. 2002. november 15-16-án ő maga szervezett Anjou konferenciát egy számára kedves témában "A papság szellemi képzése és kultúrája az Anjou területeken" címmel.

### Az EUROPANGE-program
Természetesen csatlakozott a Nemzeti Kutatási Ügynökség (ANR – Agence Nationale de la Recherche) által finanszírozott EUROPANGE programhoz: „A politikai testületek kialakulása. Az Anjou Europe (13‒15. század) példája". E projekt 2014 és 2018 között zajlott, és rajta kívül húsz kutató dolgozott benne Franciaországból, Olaszországból, Magyarországról és Kanadából. Informatikus kollégákkal együttműködve tehát részt vett annak a prozopográfiai adatbázisnak megvalósításában, amely a különböző Anjou területek központi és helyi tisztségviselőit gyűjtötte össze (Prosopange, UMR LIRIS de l’INSA de Lyon) és ennek keretében vállalta az Anjou, Maine és Lotaringiára vonatkozó kutatások tudományos felügyeletét és koordinációját. Részt vett a program keretében szervezett öt nemzetközi konferencia legtöbbjén (Bergamo 2013, Nápoly-Capua 2014, Angers 2015, Saint-Étienne 2016, Róma 2017). Ennek keretében szervezője volt a 2015. novemberi angers-i konferenciának, és az előadásokból készült kötet szerkesztését is vállalta. A  Noël-Yves Tonnerrel közösen írt „Az Anjou fejedelmek” című kötet 2018-ban elnyerte  az Académie des inscriptions et belles-lettres Augustin Thierry díját. Utolsó jelentős tudományos munkája a Journal de Jean Le Fèvre, a király és Szicília királynőjének kancellárja Michel Héberttel közösen.

## Nemzetközi együttműködések
Jean-Michel számos tudományos együttműködése elsősorban Olaszországra és Magyarországra irányult, amelyekkel egyeteme tartós kapcsolatokat létesített, különösen a pécsi és a  salernói egyetemekkel. Szintén szoros tudományos kapcsolatokat ápolt az  Université d’Aix-Marseille és az Université de Lorraine egyetemekkel, amelyeket az "Anjou konferenciák" inspiráltak, és amelyeknek ő volt az egyik leglelkesebb támogatója. Jean-Michel Matz viszonyítási pont volt és marad minden középkori Nyugat-Franciaországgal foglalkozó kutató és kulturális örökséggel foglalkozó szakember számára. Anjou, Maine területén és azon túl is a legszorosabb kapcsolatokat alakította ki az kulturális örökségvédelem, a régészet, a könyvtárak és a levéltárak munkatársaival. 2017 óta részt vett annak a pályázati anyagnak az összeállításában, amelynek célja az, hogy  Apokalipszis falikárpit bekerüljön az „[UNESCO világemlékezet]” nyilvántartásába. Azok a kiállítások, amelyeken kurátorként vett részt, valamint számos, a nyilvánosság számára tartott előadása mutatja, milyen fontosnak tartotta az ismeretek terjesztését és az ilyen típusú párbeszédeket.

## Tudós társaságok
Jean-Michel Matz több tudós társaságban is részt vesz. Az 1999-ben alapított Mémoire des princes angevins egyesület egyik alappillére, az azonos nevű éves kiadvány szerkesztője volt, amely 2017 óta elektronikus formában jelenik meg. Tagja az Association des Amis des Archives de l’Anjou (Les 4A) igazgatóságának. Amikor a Fasti Ecclesiae Gallicanae 2019-ben egyesületté vált, alelnökeként csatlakozott annak vezetéséhez. Tagja volt a francia vallástörténeti társaságnak, amely a Revue d'Histoire de l'Eglise de France kiadója.

## Bibliográfia
Jean-Michel Matz munkáinak felsorolása megtalálható:
- Jean-Michel Matz tudományos munkássága: https://fasti.huma-num.fr/fr/bibliographie-jean-michel-matz [archive]
- Archives ouvertes en sciences de l'homme et de la société : https://halshs.archives-ouvertes.fr/search/index/q/*/authFullName_s/Jean-Michel+Matz [archive]
- Regesta Imperii : http://opac.regesta-imperii.de/lang_en/autoren.php?name=Matz%2C+Jean-Michel [archive]
- IdRef : https://www.idref.fr/057785686 [archive]